# Srŏk Thmâ Koŭl
Srŏk Thmâ Koŭl är ett distrikt i Kambodja.   Det ligger i provinsen Battambang, i den västra delen av landet, 270 km nordväst om huvudstaden Phnom Penh.